# Majstismta
Majstismta (gruzínsky მაისტისმთა, Maistismta, též მაისტისმაღალი, čečensky Мӏайстой-Лам) je hora na bočním kavkazském hřbetu v pohoří Velký Kavkaz na hranici mezi Čečenskem a Gruzií. Na severním svahu pramení řeka Majstoj erk (čečensky МӀайстой эрк), jižní svah odvodňuje řeka Andaki, obojí ústí do řeky Argun. Má dva ledovce.
Název je odvozen od názvu čečenského tejpu Majstoj (čečensky Мӏайстой).